# دانشکده پزشکی بجنورد
دانشکده پزشکی بجنورد یکی از دانشکده‌های پزشکی ایران وابسته به دانشگاه علوم پزشکی خراسان شمالی در بجنورد است. این دانشکده در سال ۱۳۸۷ بنیانگذاری شد و دارای ۲ بیمارستان آموزشی است.

## تاریخچه
دانشکده پزشکی بجنورد در سال ۱۳۸۷ بنیانگذاری شد. هم‌اکنون ریاست این دانشکده را مولود صفاری راد برعهده دارد.